# Eugène Bourdon

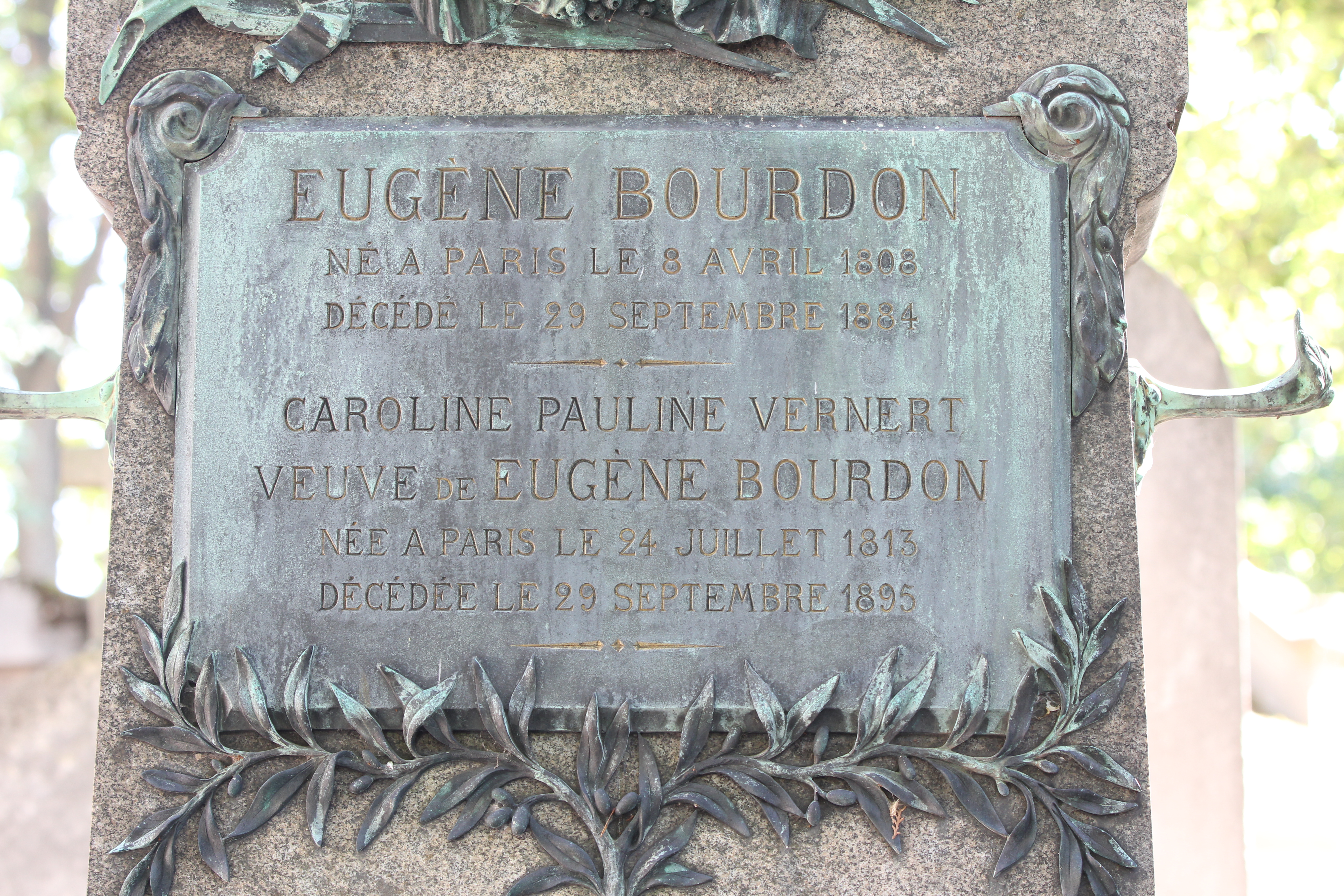
Grab von Eugène Bourdon

Eugène Bourdon (* 8. April 1808 in Paris; † 29. September 1884) war ein französischer Uhrmacher, Ingenieur und Erfinder.
Als Sohn eines Seidenkaufmanns fiel er schon in der Schule durch sein Verständnis für Mechanik auf. Nach seinem Studium war er 1826–28 in Deutschland, um die Sprache zu lernen. Nach seiner Rückkehr nach Paris war er zunächst Volontär bei seinem Vater, um dann in die Konstruktionsbüros von Optiker Jecker und Calla zu wechseln. Danach machte er sich mit einem Konstruktionsbüro für Modell-Dampfmaschinen zu Demonstrationszwecken selbständig. 
Zu Messung des Kesseldrucks suchte er eine Alternative zu den gläsernen Quecksilber-Manometern und erfand die Bourdonfeder oder Bourdon'schen Röhre, die er am 18. Juni 1849 in Paris zum Patent anmeldete und in Lizenz von Félix Richard (1809–1876) produzieren ließ. Noch im gleichen Jahr erhielt er für seine Erfindung auf der Pariser Weltausstellung eine Goldmedaille. 1851, auf der großen Londoner Ausstellung wurde er zusammen mit seinem Konkurrenten Lucien Vidie mit der Council Medaille ausgezeichnet. 